# Hypocanthidium globulum
Hypocanthidium globulum är en skalbaggsart som beskrevs av Vladimir Balthasar 1938. Hypocanthidium globulum ingår i släktet Hypocanthidium och familjen bladhorningar. Inga underarter finns listade i Catalogue of Life.